# Torres Le Parc Puerto Madero
El complejo de torres denominado Torres Le Parc Puerto Madero, uno de los complejos más costosos de la Ciudad de Buenos Aires, está conformado por tres edificios de departamentos construidos de similares características con dos tipos de departamentos (Torre del Río, Torre del Parque y Torre del Boulevard) ubicados en el dique 3 del barrio de Puerto Madero, en Buenos Aires, Argentina.

## Galería de imágenes

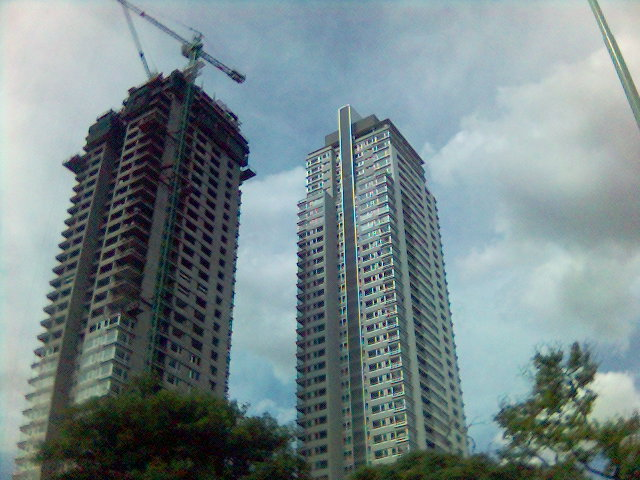
En construcción, año 2006.